# Habronyx oregonus
Habronyx oregonus är en stekelart som beskrevs av Dasch 1984. Habronyx oregonus ingår i släktet Habronyx och familjen brokparasitsteklar. Inga underarter finns listade i Catalogue of Life.